# Liber de causis

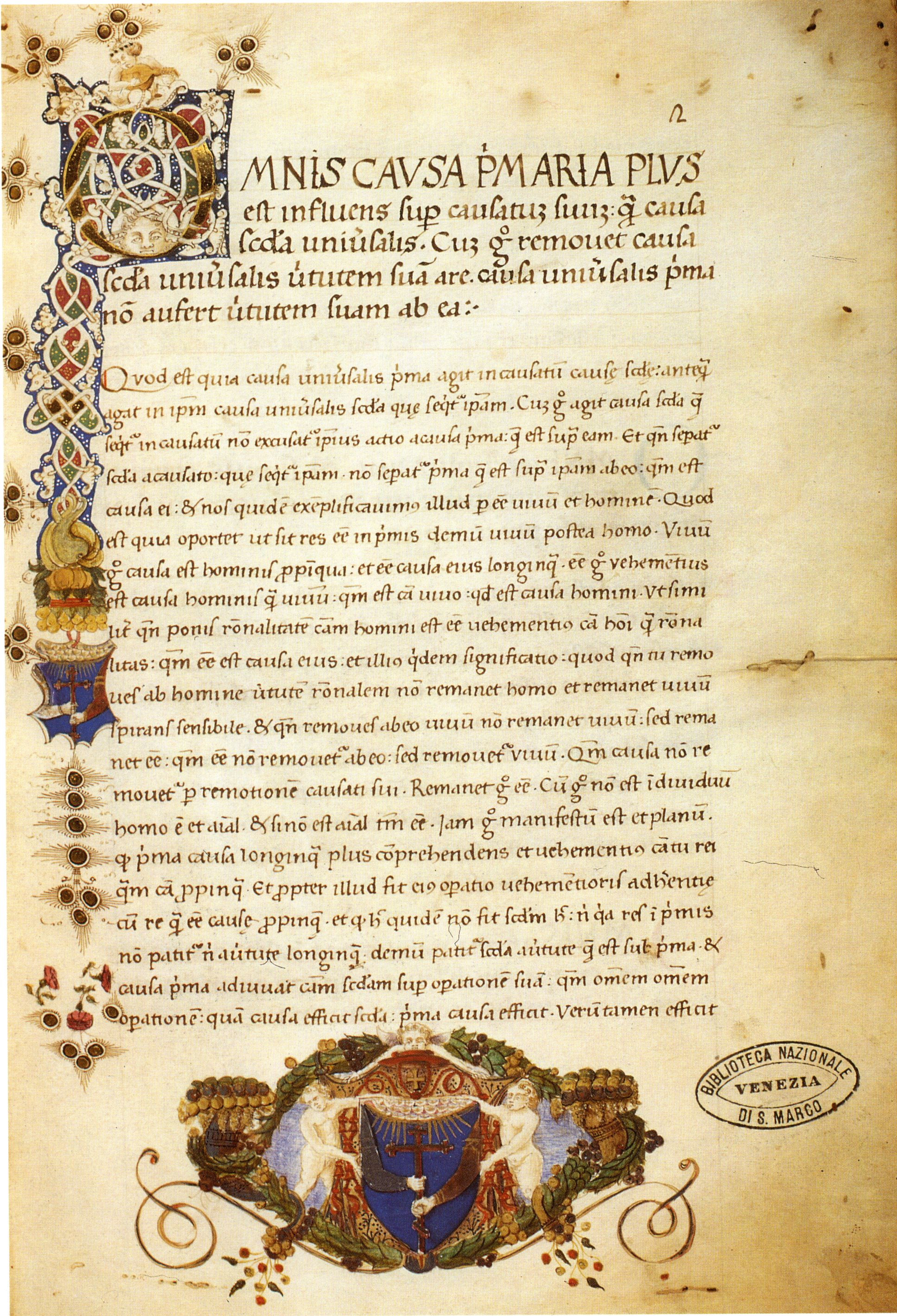
Liber de causis.

El Liber de causis (Libro de las causas, también conocido como Liber de bonitate pura) es una colección de treinta y dos proposiciones neoplatónicas, reunidas en una obra atribuida erróneamente a Aristóteles. Llegó a ser muy conocido en la  Edad Media, primero en los países árabes e islámicos y  luego en el Occidente.  La identidad del verdadero autor es un misterio, pero la mayor parte del contenido está tomada de los Elementos de teología de  Proclo.  Esto lo sostuvo por primera vez Santo Tomás de Aquino, a quien siguió Guillermo de Moerbeke en su traducción de las obras de Proclo al latín.
El título original en lengua árabe fue Kitāb ul-īḍāḥ li-Arisţūţālis fi'l-khayri'l-maḥd, «El  libro de la explicación de Aristóteles sobre la bondad pura».  El título Liber de causis comenzó a usarse a partir de la traducción latina de Gerardo de Cremona.

## Contenido
La obra trata sobre los primeros principios de la realidad. En concreto sobre las primeras causas, su modo propio de ser y su relación entre ellas. Lo que hace del texto una lectura difícil es la manera que tiene de nombrar las causas. Son tres, «omne esse superius aut est superius aeternitate et ante ipsam, aut est cum aeternitate, aut est post aeternitatem et supra tempus» (Liber de Causis, II. 19). El ser superior a la eternidad es la Causa Primera, Dios; el ser con la eternidad es la inteligencia; el ser que viene después de la eternidad, pero que está sobre el tiempo porque en cierto sentido él causa el tiempo, en cuanto causa del movimiento, es el alma. Es un esquema típicamente neoplatónico; de hecho, es la división que Plotino hace del universo. En esto el libro se aparta del pensamiento de Proclo.

## Atribución
El manuscrito más antiguo en lengua árabe que contiene el texto lo atribuye a Aristóteles. Por lo mismo, su primer traductor al latín, Gerardo de Cremona afirma que se trata del Filósofo. Ya durante la Edad Media se dieron diversas opiniones al respecto, aunque la mayoría atribuían el texto a Aristóteles, al menos hasta el comentario de Tomás de Aquino. Las opiniones serían las siguientes: 
- Atribución a Gilberto Porretano (1076-1154), obispo de Poitiers durante el siglo XII. Se fundamenta en un manuscrito que se encuentra en Brujas, Bélgica, que termina atribuyendo el texto al obispo.[cita requerida]
- Alberto Magno en su obra De causis et processu universitatis atribuye la obra a un tal «Avendauth» o «David Judeus quidam» a quien identifica con «Ibn Daoud», que habría colaborado con Domingo Gundisalvo en traducciones de obras filosóficas del árabe al latín hacia la mitad del siglo XII en Toledo.[3] Ellos dos habrían compuesto el texto Liber de causis a partir de diversas fuentes, dejándole el origen especulativo a Al-Farabi.[4] Su fundamento histórico, además del texto de Alberto, se encuentra en un manuscrito de la Abadía de Saint Albans, en Francia.[5]
- Atribución a Aristóteles como autor de todo el texto. Es la autoría que se encuentra en la mayor parte de los manuscritos de la Edad Media.[6]
- Atribución a Aristóteles como autor de las solas proposiciones. El comentario sería obra de Alfarabi.
- Atribución de las solas proposiciones a Proclo y del comentario a Alfarabi.[7]

En general, algunos creen que proviene de una tradición latina de la escuela de Toledo, otros que se trata de textos del ambiente filosófico persa (con Alfarabi a la cabeza). Y es que buena parte de la filosofía plotiniana había llegado a manos árabes que hicieron de ella una síntesis propia adjudicándola a Aristóteles. Este conjunto de escritos, conocido como Plotiniana arabica, podría haber sido elaborado por un filósofo persa llamado Al Himsi. Lo cierto es que buena parte del texto del Liber de causis puede ser reconducido al Elementatio theologica de Proclo aun cuando ciertas ideas más bien sean de ambiente plotiniano, cosa que probablemente descubrió Tomás de Aquino, pero que no desarrolla críticamente en su comentario, ya que parece no ver que el pensamiento de Proclo difiere del de Plotino, aunque ambos sean platónicos. Y es que una prueba más del origen árabe del texto es que aquellos aspectos donde se aleja de la Elementatio le permiten sostener un monoteísmo de fondo y por tanto, pueden reconducirse a una paráfrasis musulmana de Enéadas iv-vi.

## Recepción
Durante la década de 1230, el Liber de causis todavía era relativamente poco conocido y apenas comentado por algunos: Alain de Lille, maestro en París en torno a 1194 y muerto en el 1203, Alejandro de Hales y Rolando de Cremona lo comentarán abundantemente en la década de 1220-1230. Pero ya en 1255 el Liber será introducido como lectura obligatoria oficial en la universidad de París. Entre los comentadores del siglo XIII estarán Roger Bacon, Enrique de Gante, Siger de Brabant, Egidio Romano y Alberto Magno. Será Bacon, en su comentario con forma de quaestio, quien haga la primera distinción entre el autor de las proposiciones y el del comentario como si de dos personas distintas se tratara.